# Jurriaan François de Friderici

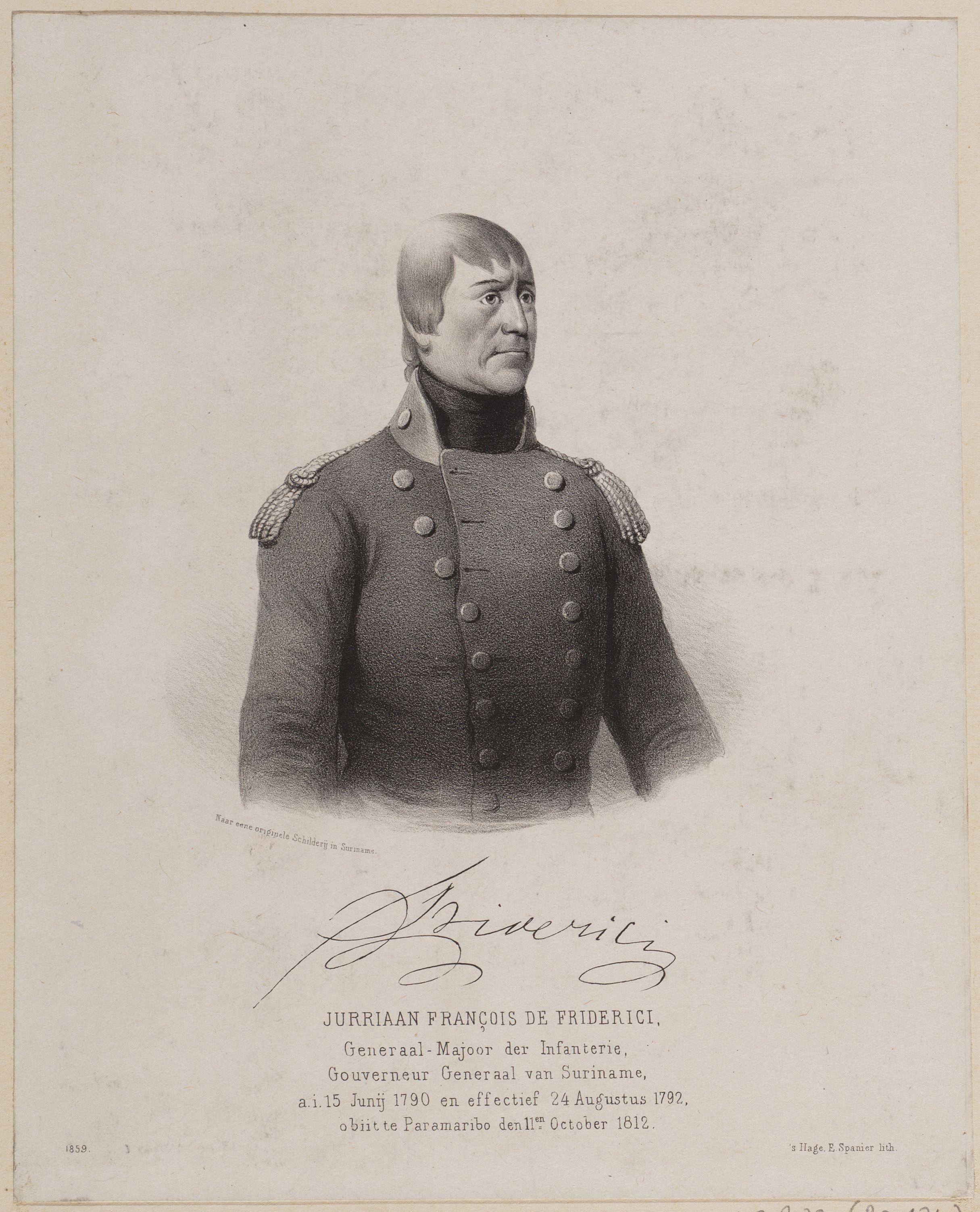
Porträt, Lithografie von Jurriaan de Friderici

Jurriaan (Juriaan) François de Friderici (* 7. Dezember 1751 in Kap der Guten Hoffnung; † 11. Oktober 1812 in Paramaribo) war ein niederländischer Militär, Plantageneigentümer und Generalgouverneur in Suriname.

## Leben
Jurriaan wurde 1751 als Sohn des aus Schwerin stammenden Joachim de Friderici und Geertruyd van den Heever geboren. Sein Vater war als Militär im Dienst der Ostindien-Kompagnie nach Südafrika gekommen und hatte hier die am Kap geborene Geertruyd geheiratet. Rund zehn Jahre nach seiner Geburt trat sein Vater als Fähnrich in den Dienst der Sozietät von Suriname.

### Suriname
Im November 1762 kam die Familie de Friderici in Paramaribo an. Hier wurden sie von der Schwester von Geertruyd und ihrem Ehegatten, dem Fähnrich Christian Friedrich de (von) Sydow empfangen, der ebenfalls in Diensten der Sozietät stand.
Wie schon der Vater, so traten auch die beiden ältesten Söhne de Friderici in den Militärdienst. Bereits im Alter von 11 Jahren wurden Jurriaan François sowie sein Bruder, der erst 9-jährige Joachim Simon als Kadetten bei der Miliz angenommen.
In Suriname waren die Eltern scheinbar nicht dem Tropenklima gewachsen, denn schon Ende Juli 1763 starben beide kurz hintereinander. Die Vormundschaft über die Waisen übernahmen der Onkel von Sydow sowie Gouverneur Wigbold Crommelin. Während die beiden jüngeren Brüder zur Familie von Sydow zogen, kam Jurriaan in die Obhut der Gouverneursfamilie. Crommelin trat 1768 als Gouverneur aus gesundheitlichen Gründen ab und reiste im Mai 1770 mit der Familie in die Niederlande zurück. Der Versuch von Jurriaan, unterstützt durch seinen Onkel von Sydow, um vor der Abreise ein Eheversprechen, dass die 25-jährige Tochter des Alt-Gouverneurs, Geertruida Elisabeth dem 19-jährigen  gegeben hatte durchzusetzen, scheiterte am Widerstand ihres Vaters.

### Militärlaufbahn

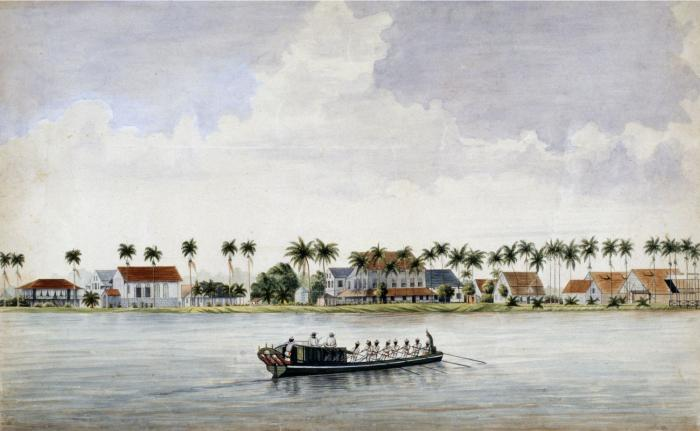
Plantage Catharina Sophia, hier hatte Friderici 1797 1500 akker (1 akker=ca. 0,43 Hektar) Land erworben

Bereits im Oktober 1768 wurde Jurriaan, noch auf Vorschlag von Crommelin, durch die Sozietät zum Fähnrich befördert. Während des Sklavenaufstandes am Commewijne und Cottica, an deren Niederschlagung ab 1773 auch John Gabriel Stedman als Teil einer aus den Niederlanden entsandten Hilfstruppe teilgenommen hatte, machte er schnell Karriere. Als kommandierender Offizier hatte er die Leitung über ein rund 300 Mann starkes Korps ehemaliger Sklaven, die auf Kosten der Kolonialverwaltung bei den Eigentümern in Suriname frei gekauft worden waren. Das „Freikorps“- oder auch „Korps Schwarze Jäger“ wurde im Streit gegen die Aufständischen eingesetzt. Hiermit war er als Leutnant im September 1772 erfolgreich. Im zweiten Versuch gelang es, das Marron Dorf und Befestigungsanlage Buku, im sumpfigen Gelände nördlich des Cottica, zu erobern. Neben den Ehrungen und Geschenken hierfür in Form eines silbernen Säbels mit Gravur, eines Gewehrs und eines Pistolenpaares mit silbernen Beschlägen wurde er auch zum Kapitän-Leutnant befördert. Nach der Reorganisation des „Korps Schwarze Jäger“ wurde Jurriaan de Friderici 1781 als deren Chef im Rang eines Majors ernannt.
Im folgenden Jahr heiratete de Friderici in Paramaribo Catharina Sophia Bake, Witwe von H.J.A. de Vries. Die von ihm 1797 gegründete Zuckerrohrplantage Catharina Sophia, am Saramacca benannte er nach seiner Frau.

### Gouverneur
Nachdem er 1790 zum Oberst befördert worden war und das Gouverneursamt ad interim übernommen hatte, wurde er 1792 zum Generalgouverneur- oder Gouverneur-General ernannt. Im Laufe der Geschichte des kolonialen Surinames trugen einige wenige Gouverneure noch den Zusatztitel General.
1795 war die Sozietät von Suriname entbunden worden und alle niederländischen Kolonien fielen unter die Verantwortung eines speziellen Ausschusses, in dem die Patrioten der Batavischen Republik bestimmten. Aus surinamischer Sicht war bereits die französische Revolution mit Sorge betrachtet worden. In Paramaribo befürchtete man, dass der Geist von Freiheit, Gleichheit, Brüderlichkeit auch die surinamischen Sklaven beeinflussen könnte. De Friderici hatte daher 1793 in Erwägung gezogen um das östliche Nachbarland Französisch-Guyana zu besetzen.
Die Bürgervertretung, der Hof van Politie hatte jedoch das Risiko für eine surinamische Militär Aktion als zu groß empfunden.
Als Folge der Koalitionskriege entsandte dann das Vereinigte Königreich 1799 eine Flotte unter Befehl von Seymour und Trigg nach Suriname. Als der britische Flottenverband im August 1799 vor Paramaribo erschien, übergab Generalgouverneur de Friderici die Kolonie und stellte damit Suriname unter den Schutz des Vereinigten Königreiches. Während des Protektorats blieb er als Gouverneur im Amt.
Ab 1799 erlebte die Plantagenkolonie eine Wiederbelebung als unter de Friderici Küstenbereiche in Nickerie und Coronie erschlossen und zur Kultivierung vergeben wurden. Es waren vor allem erfahrene englische und schottische Kolonisten aus Grenada und anderen britischen Kolonien in der Karibik die hier die ersten Plantagen anlegten.
Suriname kam 1802 durch den Friedensschluss von Amiens an die Niederlande, die Batavische Republik zurück. Hiermit endete auch die Amtszeit des Oranien-gesinnten Jurriaan de Friderici.

### Plantageneigentümer
De Friderici kümmerte sich nach der Amtsenthebung in Paramaribo um die Verwaltung seiner 13 Plantagen. Er starb 1812 und wurde auf dem noch stets erhaltenen Friedhof, dem Nieuwe Oranjetuin in Paramaribo begraben.
Nachfahren von Jurriaan François de Friderici haben bis 1903 in Suriname gewohnt.

### Ehrenmal

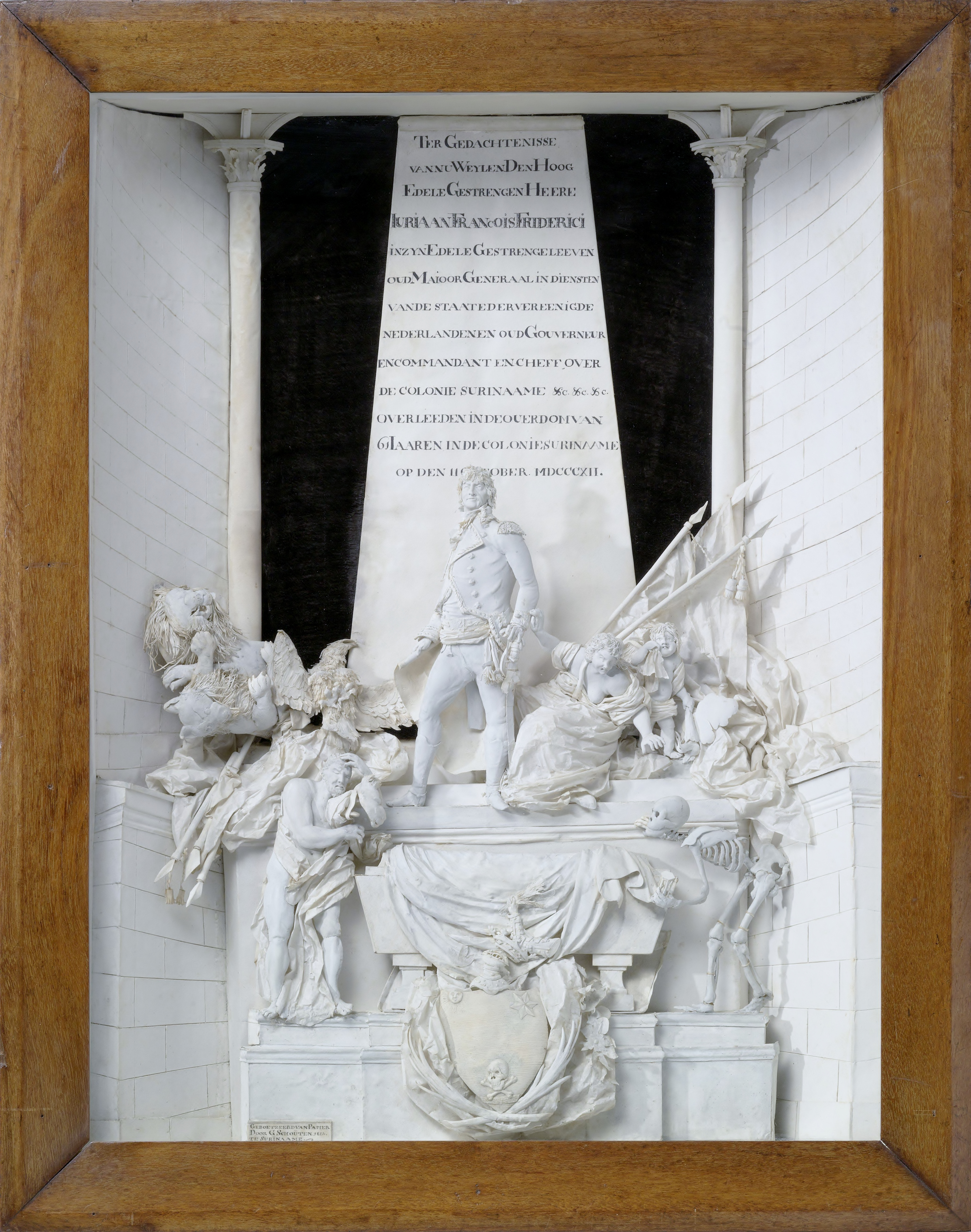
Modell des Ehrenmals Friderici 1812

Während der erneuten britischen Herrschaft über Suriname von 1804–1816 wurde die Kuppelkirche der Reformierten Gemeinde in Paramaribo gebaut. Zu Ehren von de Friderici wurde hierin auch ein monumentales, in weißem Marmor gemeißeltes Ehrenmal errichtet. Das Denkmal wurde nach einem Entwurf des surinamischen Künstlers Gerrit Schouten (1779–1839) angefertigt.
Die Inschrift auf der Säule des Ehrenmals lautet frei übersetzt:
„In Erinnerung an den Verstorbenen Herr Juriaan Francois Friderici, zu Lebzeiten Alt-Generalmajor im Dienste der Vereinigten Niederlande, Alt-Gouverneur, Kommandant und Chef über die Kolonie Suriname, gestorben im Alter von 61 Jahren in der Kolonie Suriname, am 11. Oktober 1812.“
Die Kuppelkirche und das Denkmal gingen 1821 bei einem großen Stadtbrand in Paramaribo verloren.